# Осејџ Сити (Канзас)
Осејџ Сити (енгл. Osage City) град је у америчкој савезној држави Канзас.

## Демографија
По попису из 2010. године број становника је 2.943, што је 91 (-3,0%) становника мање него 2000. године.
| Група             | 2000.         | 2010.         |
| Белци             | 2.871 (94,6%) | 2.741 (93,1%) |
| Афроамериканци    | 11 (0,4%)     | 14 (0,5%)     |
| Азијати           | 2 (0,1%)      | 10 (0,3%)     |
| Хиспаноамериканци | 71 (2,3%)     | 116 (3,9%)    |
| Укупно            | 3.034         | 2.943         |